# Coup d'État de décembre 1949 en Syrie
Le coup d'État de décembre 1949 en Syrie, également connu sous le nom de Mouvement des Colonels,, fut le troisième coup d'État dans l'histoire de la Syrie. Il se produisit le 19 décembre 1949 et fut dirigé par le colonel Adib Chichakli, qui mit fin à l'influence de Sami al-Hinnaoui dans la politique syrienne, acquise lors d'un coup d'État en août.

## Contexte politique
Après le coup d'État d'août 1949, le nouveau dirigeant Sami al-Hinnaoui nomma Hachem al-Atassi comme Premier ministre. Lors des élections parlementaires de 1949, le Parti du peuple, de tendance pro-irakienne, remporta la majorité des sièges, soutenant les efforts d'Hinnaoui pour mettre en œuvre le projet du Croissant fertile.
Avant le coup d'État, Adib Chichakli bénéficiait du soutien d'Akram Hourani, son ami personnel et collègue depuis la guerre israélo-arabe de 1948. La conspiration reçut également l'appui du lieutenant Fadlallah Abu Mansour, que Chichakli rencontra à Qaboun, près de Damas, pour discuter de l'action.

## Déroulement du coup d'État
À la tête de la Première Brigade, Adib Chichakli lança son mouvement anti-Irak le 19 décembre, avec pour objectif de chasser du pouvoir la faction de Sami al-Hinnaoui. Le coup d’État fut déclenché par la décision de Hinnaoui de nommer le major Subhi Ibara comme nouveau commandant du bataillon blindé local. Cette mesure fut perçue comme une provocation par les conspirateurs, car le commandant précédent, Amin Abu Assaf, avait rejoint le mouvement de Chichakli. Les conspirateurs arrêtèrent immédiatement le nouveau commandant, et à 5h30, des véhicules blindés commencèrent à avancer vers Damas.

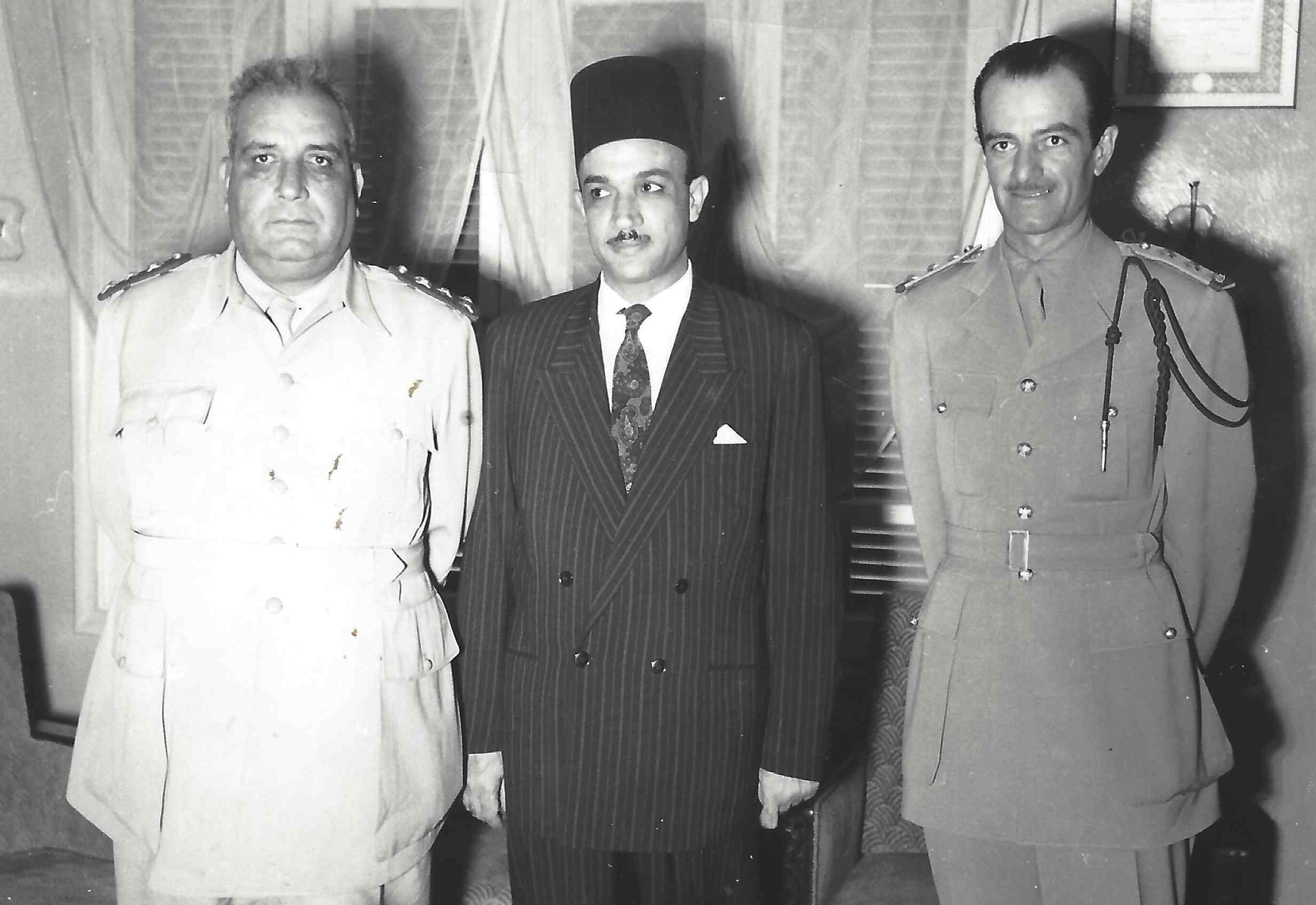
Sami al-Hinnaoui en compagnie de Muhammad As'ad Talas et Khaled Jada.

Les forces de Chichakli prirent alors le contrôle des bâtiments gouvernementaux, une banque et une station de radio. Les militaires encerclèrent également la maison du président Hachem al-Atassi. Après une brève bataille, les forces de Chichakli réussirent à arrêter Hinnaoui et plusieurs officiers associés au régime. Les forces putschistes visèrent également l'arrestation d'autres figures clés liées à Hinnaoui, notamment : Muhammad As'ad Talas, beau-frère de Hinnaoui, Mahmoud al-Rifa'i, directeur du Deuxième Bureau, et Muhammad Ma'ruf, chef de la police militaire. Cependant, l'un d'eux, As'ad Talas, parvint à fuir le pays avec l'aide d'un ministre irakien.
Après avoir été capturé, Sami al-Hinnaoui fut transféré à la prison de Mezzeh, où il resta jusqu’en septembre 1950, date à laquelle il fut libéré et exilé au Liban. Peu de temps après, il fut assassiné par Hersho al-Barazi, un parent du Premier ministre Muhsin al-Barazi, qui avait été exécuté par Hinnaoui lors de son coup d’État en août.
Dans un communiqué diffusé par Radio Damas, Chichakli dénonça les manœuvres du chef de l’armée Sami al-Hinnaoui et de son adjoint As’ad Talas, les accusant de « conspirer contre le système républicain de la Syrie ». Chichakli annonça qu’il avait agi pour éviter une union avec l’Irak et préserver l’indépendance de la Syrie. Chichakli décida de ne pas démettre le gouvernement civil syrien, maintenant le président et le Premier ministre dans leurs fonctions. En parallèle de la présidence d'Atassi, Chichakli créa le Conseil des colonels (remplacé plus tard par le Conseil militaire suprême), un organe composé d'officiers militaires issus des minorités syriennes, ce qui lui permit d'exercer une influence sur la gouvernance.

## Après le coup d'État
Le coup d'État de décembre 1949 inaugura une période de double pouvoir en Syrie, caractérisée par une autorité partagée entre le gouvernement du président al-Atassi et le conseil militaire dirigé par le colonel Chichakli. Malgré les tentatives et annonces visant à restaurer l'ordre constitutionnel, les 5 ans de l'administration Chichakli furent marqués par l'instabilité politique. Entre 1950 et 1951, le parlement syrien établit 7 coalitions gouvernementales, alternant entre celles menées par le Parti national et celles menées par son rival, le Parti du peuple. De plus, Chichakli agit rapidement pour empêcher une potentielle union entre la Syrie et l'Irak. Il renforça également les liens de la Syrie avec l'Arabie saoudite et l'Égypte, tout en prenant ses distances avec l'Irak.
En novembre 1951, le président Hachem al-Atassi choisit Maaruf al-Dawalibi pour former un gouvernement. Auparavant, Adib Chichakli avait imposé une domination officieuse, selon laquelle les gouvernements nommaient un officier militaire comme ministre de la Défense pour maintenir l'influence militaire. Cependant, Dawalibi s'opposa à l'influence des officiers et les blâma fréquemment pour la situation du pays. Après avoir nommé un civil à ce poste, Chichakli réalisa le coup d'État de 1951, au cours duquel il arrêta le Premier ministre Dawalibi et força tout le gouvernement à démissionner.